# Orcovita mcneiceae
Orcovita mcneiceae is een krabbensoort uit de familie van de Varunidae. De wetenschappelijke naam van de soort is voor het eerst geldig gepubliceerd in 2002 door Ng & Ng.